# فاطمه (نام کوچک)
فاطمه (به عربی: فاطمة) یک نام زنانهٔ عربی است که در سراسر جهان اسلام استفاده می‌شود. تعدادی از بستگان پیامبر اسلام از جمله دخترش فاطمه این نام را داشته‌ند.
نام فاطمه توسط غیر مسلمان نیز مورد استفاده قرار می‌گیرد: شهر فاتیما، پرتغال که برگرفته از نام یکی از شاهزاده‌های قرن دوازدهم میلادی مورو است. این شهر محل واقعه بانوی ما فاتیما است که در سال ۱۹۱۷ رخ داد و پس از آن واقعه، این نام را به عنوان یک نامِ شخصی زن در میان جمعیت کاتولیک‌های رومی، به‌ویژه در کشورهای پرتغالی‌زبان و اسپانیایی‌زبان استفاده می‌کنند.
بنا بر گزارش سازمان ثبت احوال ایران، نامِ فاطمه بیشترین انتخاب نام برای نوزادان دختر در میان ایرانیان را به خود اختصاص داده‌است.

## ریشهٔ واژه
در فرهنگ دهخدا: (فاطمة) به معنی دختر پاک دامن و باهوش . (منتهی الارب) || زنی که بچهٔ دوساله را از شیر گرفته باشد. (غیاث).
خاستگاه نامگذاری دختر پیامبر اسلام: فاطمه نام دختر پیامبر اسلام است که چنین گفت: دخترم را از آن جهت فاطمه گویند که: «ان الله عزوجل فطمها و فطم من احبها من النار» همانا خداوند متعال او و کسانی که او را دوست دارند از آتش جهنم بازمی‌دارد.

## ناموران به نام فاطمه
افراد شاخص با نام فاطمه عبارت‌اند از:
- فاطمه زهرا دختر محمد پیامبر اسلام.
- فاطمه بنت اسد مادر علی بن ابیطالب امام اول شیعیان.
- فاطمه کلابیه، معروف به ام‌البنین، همسر امام اول شیعیان.
- فاطمه دختر خطاب، خواهر عمربن خطاب.
- فاطمه معصومه، دختر موسی بن جعفر هفتمین امام شیعیان.
- فاطمه جوزدانیه، بانوی محدث ایرانی در سدهٔ پنجم هجری.
- فاطمه معتمدآریا، بازیگر سینمای ایران.
- فاطمه پهلوی، دهمین فرزند رضا شاه پهلوی.